# Société des Cendres

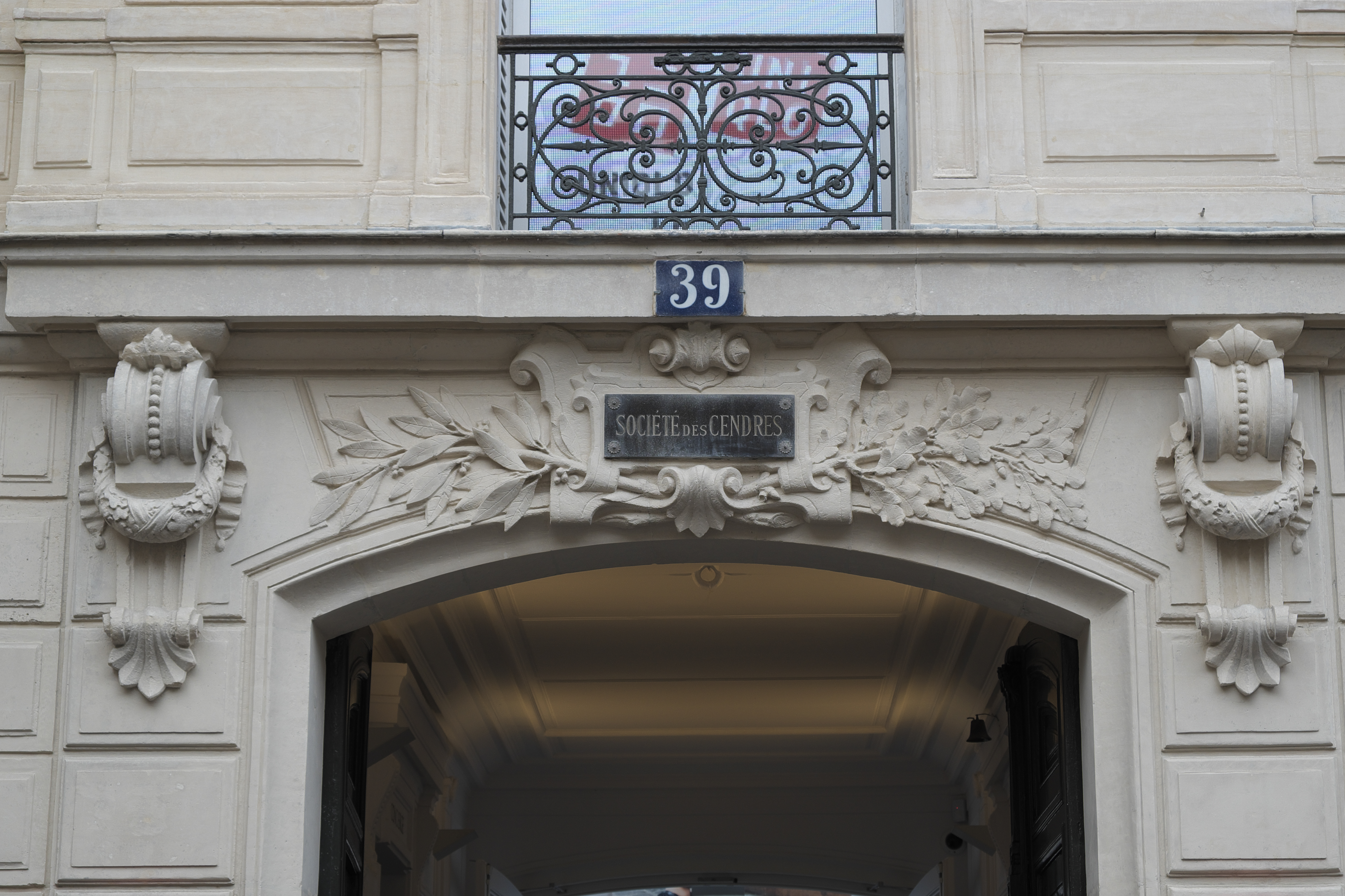
Société des Cendres in der Rue des Francs-Bourgeois

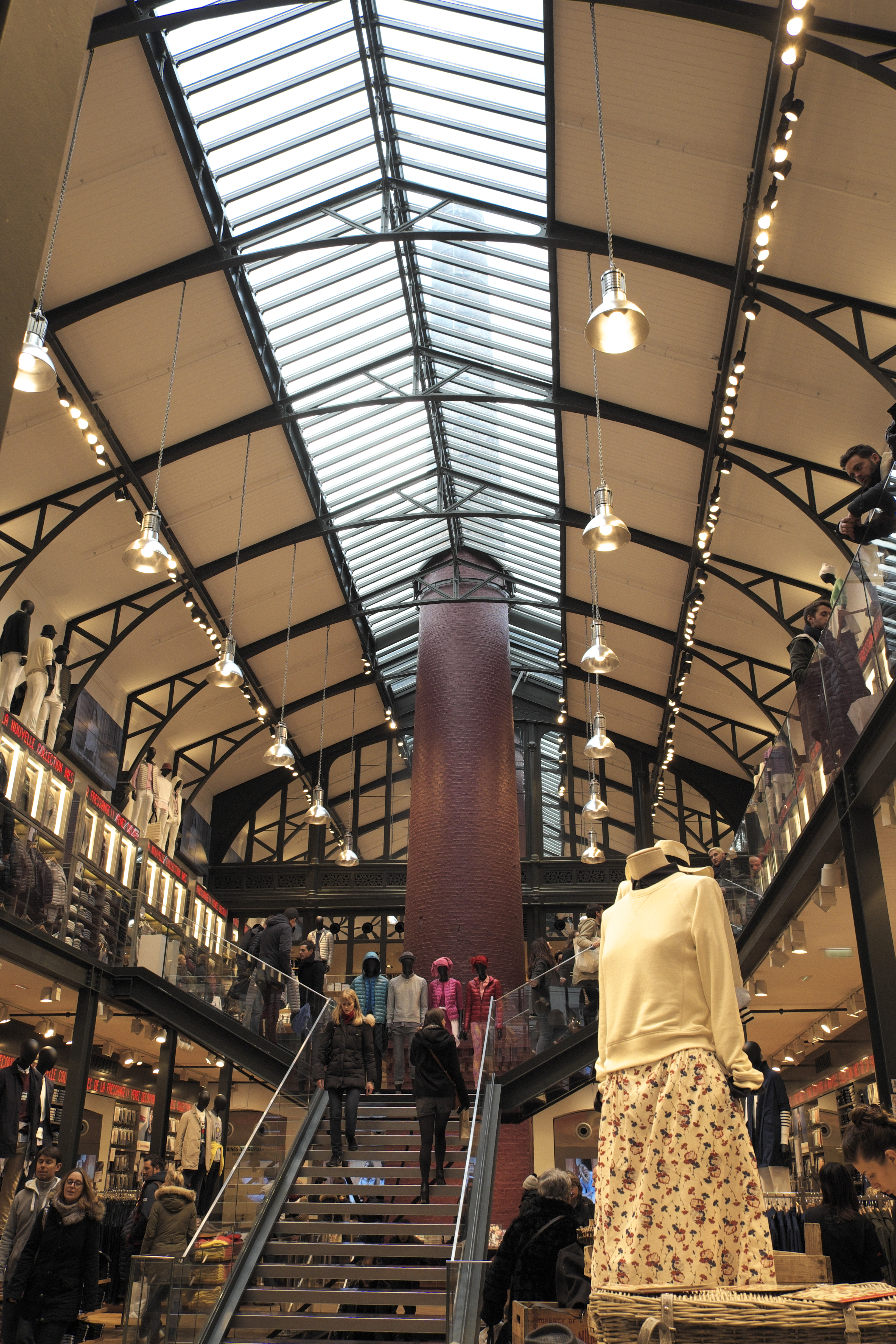
Ehemaliges Fabrikgebäude

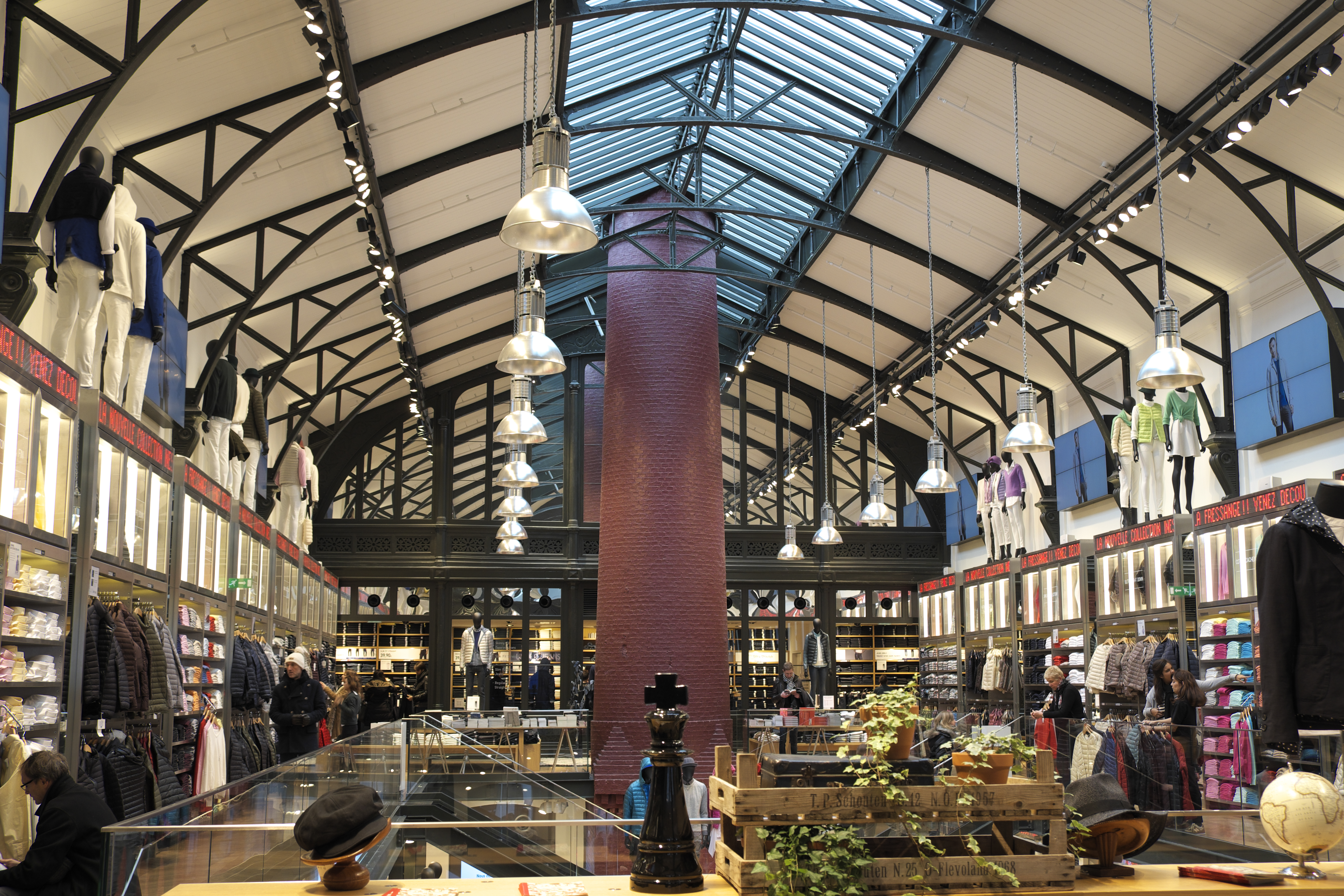
Ehemaliges Fabrikgebäude

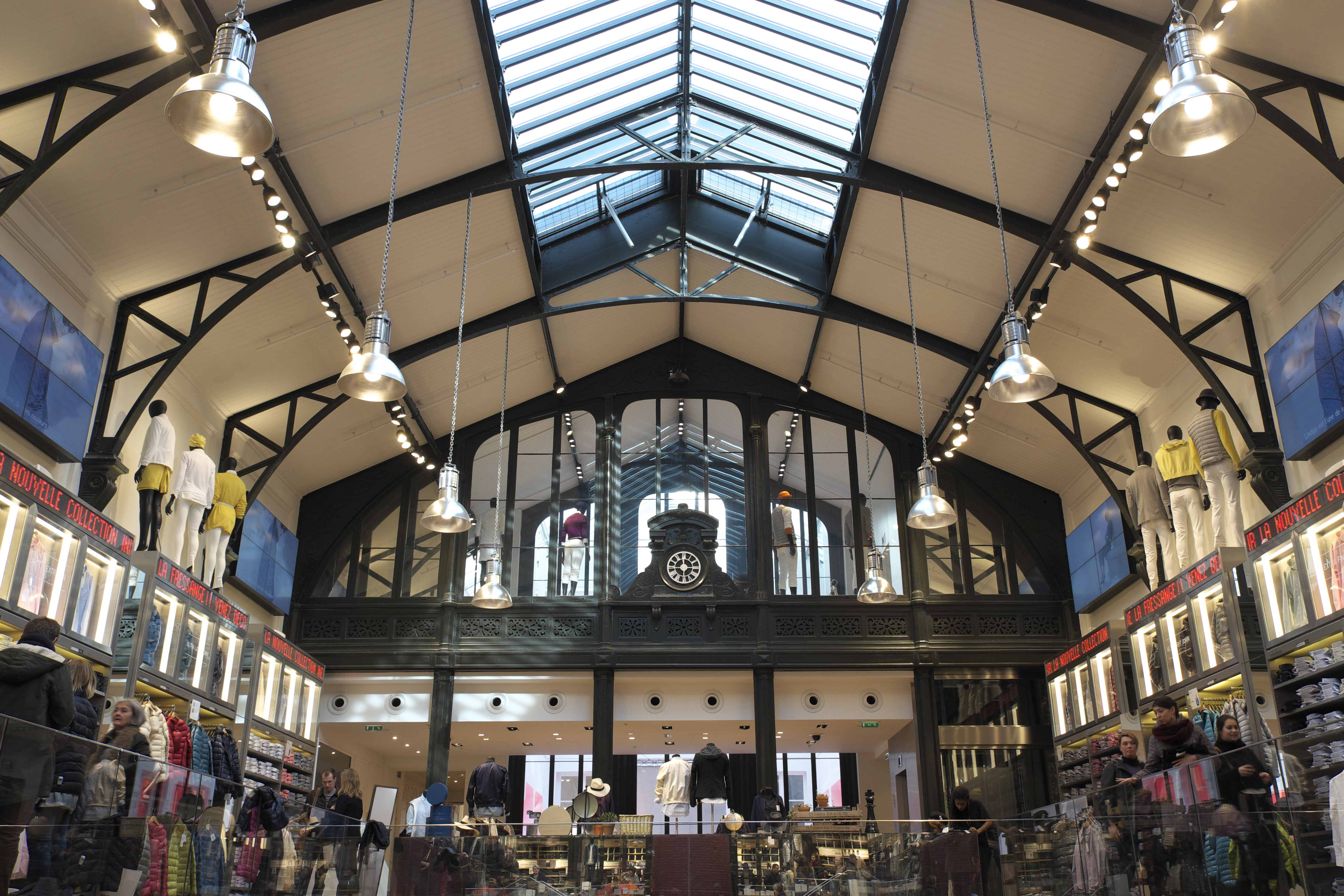
Ehemaliges Fabrikgebäude

Das Gebäude der Société des Cendres (wörtlich: Gesellschaft der Asche) in der Rue des Francs-Bourgeois Nr. 39 im 4. Arrondissement in Paris diente ehemals als Fabrik für die Rückgewinnung von Edelmetallen. Als einer der letzten Industriebetriebe war die Schmelzerei in dem für seine Adelspaläste und seine Modeboutiquen berühmten Marais-Viertel bis 2002 in Betrieb. Im Jahr 2010 wurde das Gebäude von der Société des Cendres verkauft, der neue Besitzer richtete darin ein Bekleidungsgeschäft ein. Bei der Umgestaltung wurden die Eisenkonstruktion der Halle, die große Fabrikuhr und der über 30 Meter hohe, aus Ziegeln gemauerte Fabrikschlot erhalten und restauriert. 

## Geschichte
1859 schlossen sich die Pariser Juweliere, Goldschmiede, Uhrmacher und andere Unternehmen, die Edelmetalle verarbeiteten, zu einer Genossenschaft zusammen, der Société des Cendres, da sie das Einschmelzen ihrer Abfälle und die Rückgewinnung der darin enthaltenen kostbaren Metalle wie Gold, Silber oder Platin in eigener Regie durchführen wollten. Zu diesem Zweck erwarb die Genossenschaft, die bei ihrer Gründung 500 Mitglieder zählte, im Jahr 1866 ein Grundstück in der Rue des Francs-Bourgeois und ließ dort von dem Architekten Edmond Allard im Jahr darauf – in unmittelbarer Nachbarschaft mehrerer ehemaliger Adelspaläste – eine Fabrik errichten. Aufgrund dieser Umgebung wurde die zur Straßenseite gerichtete Fassade des Fabrikgebäudes in ihrer Gestaltung der eines Hôtel particulier angeglichen. Nur die heute wieder restaurierte Inschrift unter dem Dachansatz FONDERIE D'OR ET D'ARGENT TRAITEMENT DES CENDRES ESSAIS ET ANALYSES gab Aufschluss über die Funktion des Gebäudes, in dem zeitweise bis zu hundert Metallschmelzer arbeiteten. Zuletzt zählte die Fabrik noch 25 Mitarbeiter.
Die Sociéte des Cendres besteht bis heute. Sie hat ihren Sitz in Vitry-sur-Seine, einem Vorort von Paris, und ist spezialisiert auf Zahnprothesen und Apparaturen zur Kieferorthopädie.

## Gold- und Silberschmelze
In Säcken von 50 bis zu 500 kg brachten die Anteilseigner der Genossenschaft die Abfälle, die sie in ihrer Werkstatt zusammengekehrt hatten, in die Schmelzerei. Unter ihren Augen wurden die Abfälle verbrannt, die Asche zerstoßen, fein gemahlen, gesiebt und gewaschen. Anschließend wurde die Asche mit Quecksilber vermischt und erhitzt. Zurück blieben das flüssige Gold und Silber, das in Barren gegossen jedem einzelnen Genossenschaftsmitglied zurückgegeben wurde.

## Museum
Ein Teil der Maschinen und Werkzeuge sind im Untergeschoss in einem kleinen Museum zur Geschichte der Schmelzerei ausgestellt. Kurze Filme zeigen die Fabrik während ihrer Aktivität. 

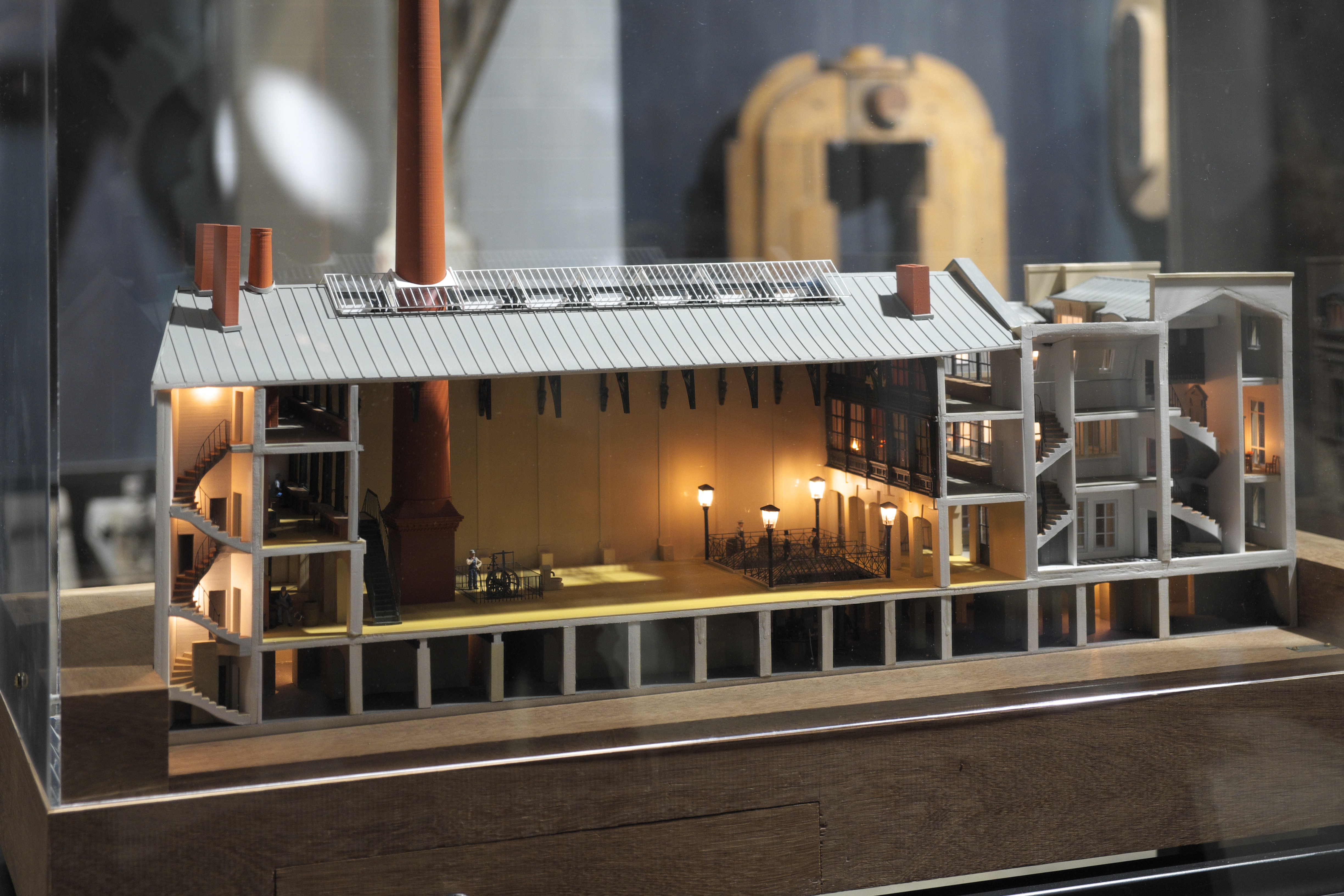
Modell der Fabrik
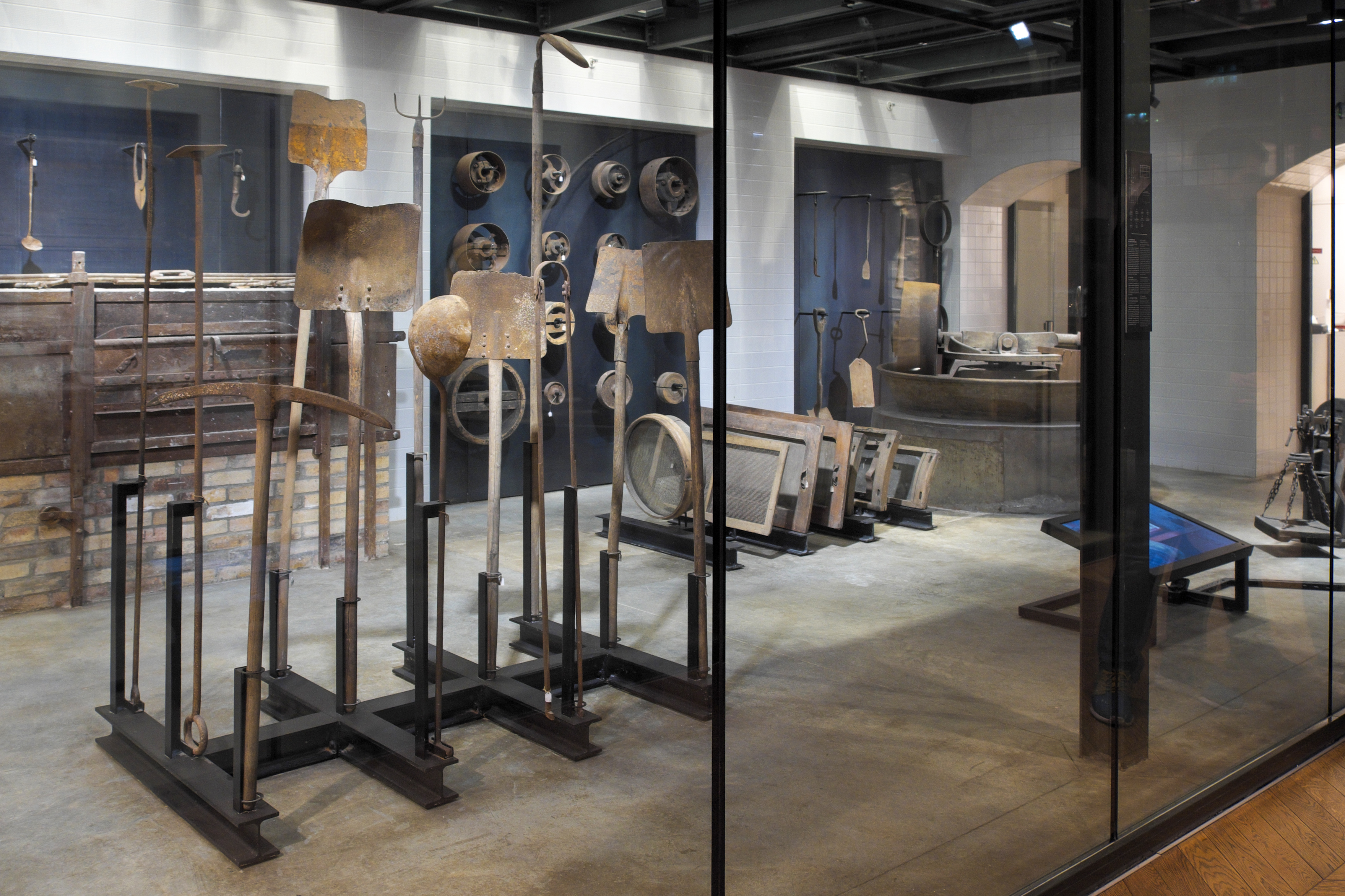
Vitrine mit Maschinen und Werkzeugen
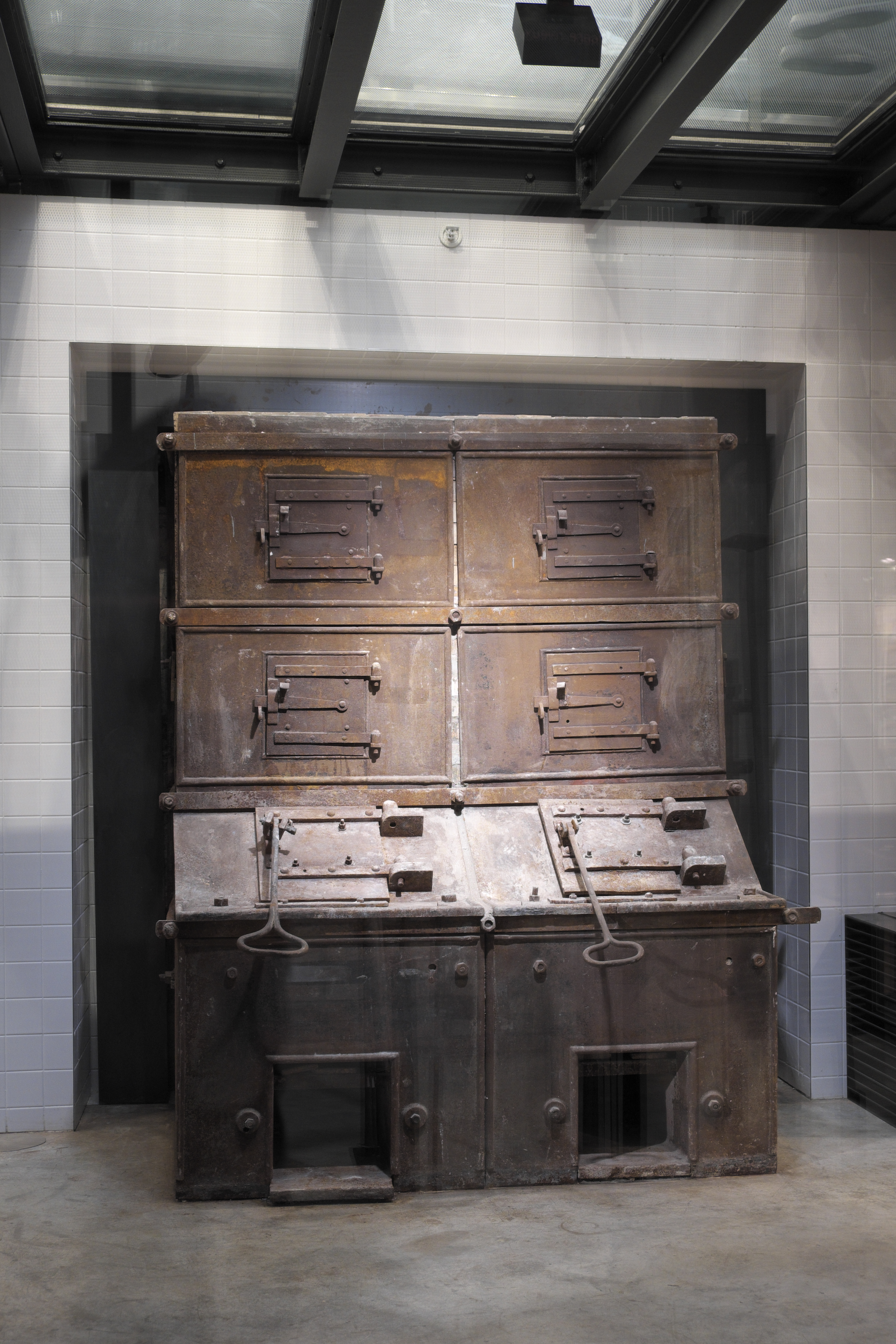
Ofen
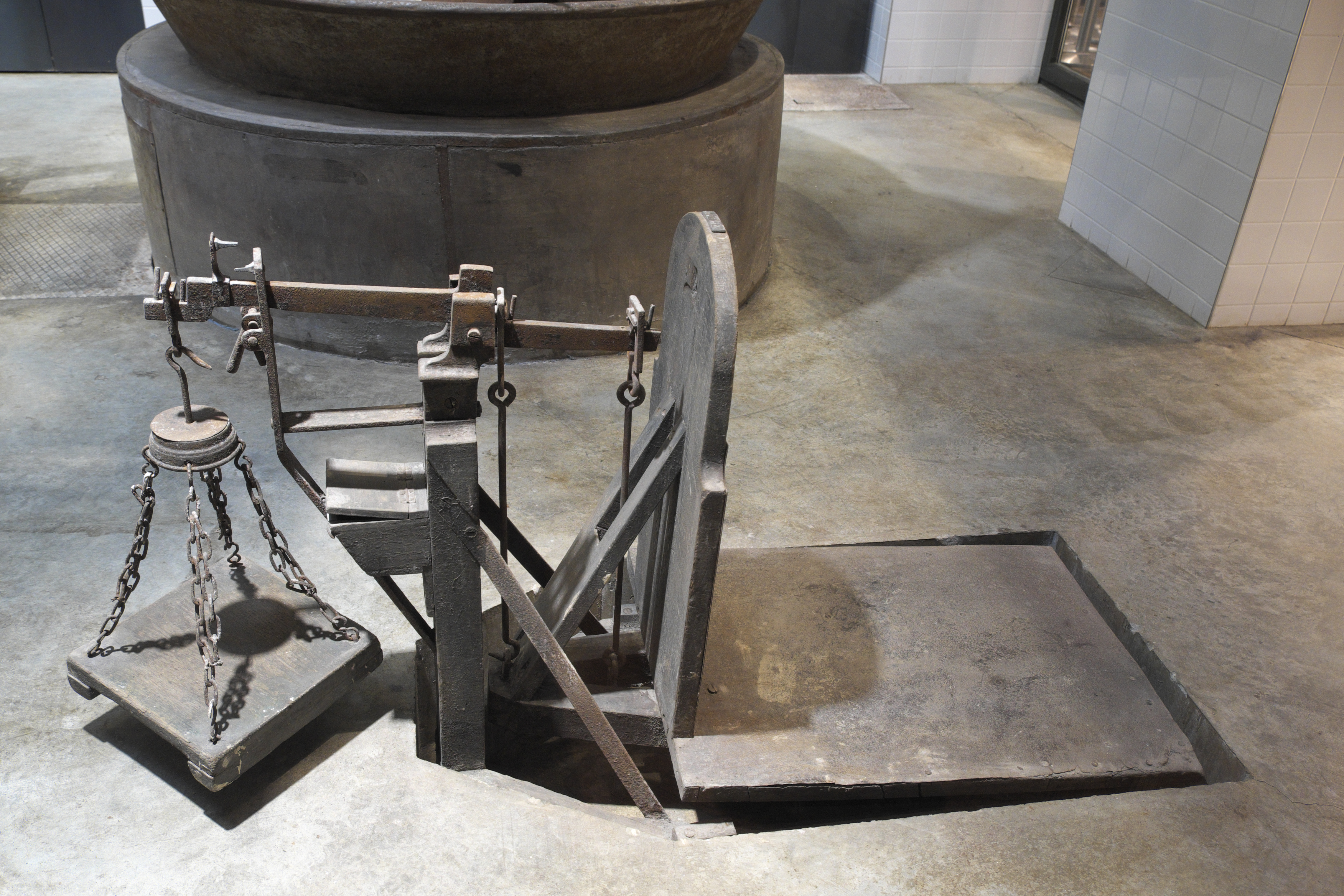
Waage